# 黃周汝吉
黃周汝吉（英語：Ru-Chih Chow Huang，1932年4月2日—），原籍台灣的美國科學家，台灣中央研究院院士。

## 生平
黃周汝吉畢業自北一女中、國立台灣大學農藝學系、於俄亥俄州立大學取得生物化學博士，擔任約翰·霍普金斯大學生物系教授。她專長於生物化學、醫療遺傳學、血液學、腫瘤學、生理學及藥理學。黃周汝吉於1982年獲選為中央研究院院士，是自吳健雄院士之後，睽違二十餘年的第二位中研院女院士，也是中研院在台灣所選出的第一位女性院士。
黃周汝吉與夫婿黃秉乾同為約翰·霍普金斯大學生物系教授，黃秉乾亦於1986年當選中央研究院院士。

## 經歷
- 約翰霍普金斯大學生物系教授
- 國立交通大學 生物科技系 榮譽教授
- 國立中央大學 生命科學系 講座教授
- 中央研究院 院士（1982）

## 學歷
- 俄亥俄州立大學 生物化學博士 （1960）
- 維吉尼亞州理學院 碩士 （1956）
- 國立台灣大學農藝學系學士 （1953）
- 台灣省立台北第一女子中學 （1949）

## 外部連結
- 黃周汝吉院士基本資料